# Józef Godlewski (1773–1867)
Józef Godlewski (ur. 6 marca 1773 w Hryniszkach, zm. 12 stycznia 1867 we Fredzie) – polski ziemianin, uczestnik insurekcji kościuszkowskiej, generał brygady, prawnik, polityk, poseł na sejmy Księstwa Warszawskiego i Królestwa Polskiego, jakobin polski, kaliszanin, prezes Komitetu Towarzystwa Kredytowego Ziemskiego w Królestwie Polskim w 1834 roku, założyciel Godlewa (1809).

## Życiorys
Józef Godlewski urodził się w Hryniszkach na Żmudzi. Służbę wojskową rozpoczął w 1792 w wojsku litewskim jako adiutant gen. M. Sulistrowskiego. Uczestnik wojny przeciwko interwencji rosyjskiej w 1792. Walczył w powstaniu kościuszkowskim 1794. Po upadku powstania poza wojskiem.
Ukończył studia prawnicze i prowadził praktykę adwokacką. Równocześnie działacz społeczno-polityczny. Protestował przeciwko praktykom księcia Konstantego.
Poseł na Sejm Księstwa Warszawskiego z powiatu mariampolskiego (1809, 1811, 1812) oraz poseł na Sejm Królestwa Polskiego (1818, 1820). W 1817 roku był marszałkiem sejmikowym powiatu mariampolskiego województwa augustowskiego.
Po wybuchu powstania listopadowego powołany na komisarza pełnomocnego Rady Najwyższej Narodowej na województwo augustowskie.
W 1831 w Łomżyńskiem i Augustowskiem zorganizował „małą wojnę"'. Awansowany na pułkownika z nominacją na dowódcę tamtejszych sił zbrojnych. Jego wysiłki nie przyniosły oczekiwanych wyników i już w sierpniu wystąpił o dymisję.
Uzyskał dymisję z awansem na generała brygady. Pracował nadal społecznie. Był pionierem postępu gospodarczego.
Konsekwencji za udział w powstaniu nie poniósł.